# Lara Dykstra
Lara Dykstra (Redondo Beach, 12 de janeiro de 1993) é  ex-uma voleibolista indoor e atualmente jogadora de voleibol de praia estadunidense, que nas quadras atuou nas posições de Ponta e Líbero, e conquistou a medalha de prata no Campeonato Mundial de Vôlei de Praia Sub-23 na Polônia e foi medalhista de ouro no torneio categoria uma estrela de Vaduz do Circuito Mundial de Vôlei de Praia de 2018.

## Carreira
A família desde muito tempo esteve envolvida com o voleibol, Lisa e Joe seus praticantes e seus irmãos:Joey Dykstra, Jenna Dykstra, Devon Dykstra e a caçula  Skyla Dykstra, esta que  atuou com Lara no   Redondo Union High  em 2010.Desde a infância Lara pratica a modalidadee por volta dos seus 8 anos jogava com seu irmão Joey e  um ataque deste atingiu seu rosto, fazendo com que ela chorasse e quando se recompôs voltou e disse que estava pronta para continuar, demonstrando persistência, atitude que o marcou.
No Circuito da AVP  de Vôlei de Praia de 2007 disputou ao lado de sua irmã Devon Dykstra o Manhattan Open e finalizaram na quinquagésima sétima posição, já na edição deste circuito em 2008 junto a sua irmã alcançou o trigésimo terceiro posto em Hermosa Beach Open e com Jocelyn Neely terminaram na trigésima sétima colocação no Long Beach Open.
Com Jocelyn Neely disputou a edição do Campeonato Mundial de Vôlei de Praia Sub-19 realizado em Haia, mas finalizaram na vigésima quinta posição.Pelo Circuito da AVP de 2009 voltou a competir com sua irmã Devon Dykstra no Manhattan Open, neste orneio finalizaram no octogésimo primeiro postoe com Caitlin Racich finalizou na quinquagésima sétima colocação no Hermosa Beach Open.
Pela Circuito da AVP de 2010 passou a competir com Rebecca Strehlow e conquistaram o quinquagésimo sétimo posto em Huntington Beach Open e também em Hermosa Beach Open; com esta parceria disputou pela segunda vez consecutiva da edição do Circuito Mundial de Vôlei de Praia Sub-19 em 2010, sediado em Porto, ocasião da nona colocação ao final da competição.
Em 2010 foi nomeada a jogadora do ano da Divisão I-AA da Federação Intersolarística da Califórnia (CIF-Califórnia Interscholastic Federation) , e foi prestigiada por alguns veículos especializados, liderou o Sea Hawks para um título da Harbour League de 2010 com um recorde de 29 vitórias contra oito derrotas, chegando as semifinais estaduais, e atuou como ponteira registrando 481 pontos de ataques, 50 de bloqueios , 456 recuperações e 47 pontos de saques e o ficou na quinquagésima segunda posição entre os melhores recrutas do país pelo  sítio Prepvolleyball.com.
Após completar o colegial de forma precoce, deu uma pausa no vôlei de praia, tentou a sorte no voleibol indoor, e escolheu Universidade de Nebraska, pois, a líbero da equipe Nebraska/Huskers estava de saída, se trata da Kayla Banwarth que representaria na sequência a seleção nacional, assim Lara teria chances de titularidade na posição. Pelo Nebraska/Huskers em 2011 atingiu a marca de 380 recuperações quebrando o recorde que pertencia a Maria Hedbeck  que tinha feito 1993 a marca de 359e 2012 foi sua última temporada por este time para retomar a carreira no vôlei de praia.
Em 2013 volta a competir no vôlei de praia ao lado de Alexa Strange no Manhattan Beach Open pelo correspondente Circuito da AVP, quando terminaram na décima sétima posição; e novamente ao lado de Rebecca Strehlow disputou a edição do Campeonato Mundial de Vôlei de Praia Sub-21 em Umago, finalizando na vigésima quinta colocação neste evento.
Formou nova parceria com Jace Pardon em 2014 e competiram no Circuito da AVP e terminaram na vigésima primeira posição no Salt Lake City Open e o nono lugar no Manhattan Beach Open; e com esta atleta disputou a edição do Campeonato Mundial de Vôlei de Praia Sub-23 de 2014 sediado em Mysłowice, e nesta edição conquistaram a medalha de prata.
Em 2015 ingressou na Universidade Pepperdine onde atuou no voleibol indoor (quadra) finalizou neste ano em primeiro lugar nos recordes com 34 defesas em quatro sets disputados, isto numa única partida, ocupou a terceira posição de todos os tempos com 505 recuperações totais e a quinta colocação com 4,39 recuperações por set em apenas uma temporada. Já no vôlei de praia, competiu com Caitlin Racich e Kelley Larsen.
No Circuito da AVP de 2016 jogou ao lado de  Kelly Schumacher e terminou na décima terceira colocação no Manhattan Beach Open.
Nas competições de 2017 disputou o correspondente Circuito da AVP e com Karissa Cook obteve a décima terceira posição no Austin Open e o décimo sétimo posto no Nova Iorque Open ao lado de Skylar Caputo, na sequência jogou com Alexandra Wheeler e terminaram na nona colocação no San Francisco Open, no décimo terceiro posto no Hermosa Beach Open, depois com Jace Pardon finalizou na décima terceira colocação no Manhattan Beach Opene a décima sétima posição Chicago Open.
Com Jace Pardon disputou o Circuito Mundial de Vôlei de Praia de 2017 e alcançaram a nona posição no torneio categoria uma estrela de Mônaco, mesma posição obtida no torneio categoria duas estrelas de Sydney.Ao lado de Jace Pardon disputou o Circuito NORCECA de Vôlei de Praia de 2017 , alcançando a medalha de prata na etapa de Grande Caimão, o quinto lugar na etapa de Ocho Rios, foram campeãs na etapa de Varadero e o vice-campeonato na etapa de Punta Cana.
No Circuito Mundial de Vôlei de Praia de 2018  voltou a competir com Alexandra Wheeler e conquistaram a medalha de ouro no torneio categoria uma estrela, além do trigésimo terceiro posto com Sheila Shaw no torneio categoria quatro estrelas de Huntington Beach e o décimo sétimo lugar no torneio categoria três estrelas de Lucerna ao lado de Lane Carico.

## Títulos e resultados
- Torneio 1* de Vaduz do Circuito Mundial de Vôlei de Praia:2018[28]
- Etapa de Varadero  do Circuito NORCECA de Vôlei de Praia:2018[31]
- Etapa de Punta Cana  do Circuito NORCECA de Vôlei de Praia:2018[32]
- Etapa de Grande Caimão  do Circuito NORCECA de Vôlei de Praia:2018[29]

## Premiações individuais
[carece de fontes?]